# Pontarlier (apéritif)
Pour les articles homonymes, voir Pontarlier.

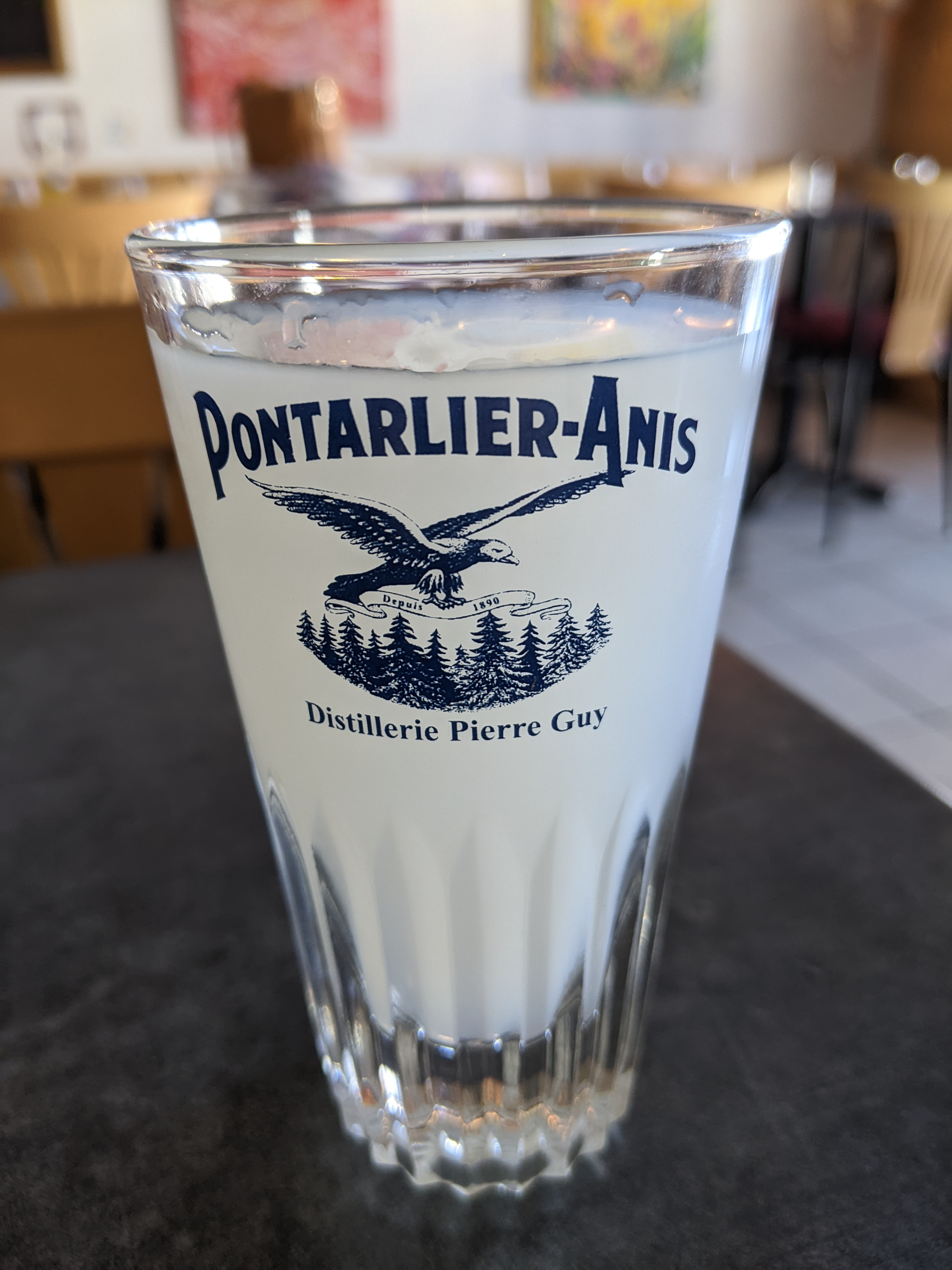
Un verre de Pontarlier dilué.

Le pontarlier est une dénomination informelle désignant un apéritif alcoolisé anisé confectionné dans la région de Pontarlier en Franche-Comté.
Un « pontarlier » désigne historiquement le « Pontarlier-Anis », créé en 1921 par Armand Guy, et est familièrement nommé le pont (marque déposée pour le « Pontarlier-Anis » de la distillerie Pierre Guy de Pontarlier).
Il titre 45° d'alcool (parfois 40° Pont-doux) et peut être sucré (Ponsec) ou sans sucre (à l'ancienne). Contrairement au pastis, qui est un mélange d'alcool et d'extraits d'anis et de réglisse, il fait partie de la catégorie des anis distillés (produit par redistillation d'alcool neutre en présence d'anis). Il est fabriqué à base d'anis vert.
On le consomme dilué dans de l'eau fraîche, plate ou gazeuse. Le pontarlier-anis était, et est toujours demandé dans les bistrots et troquets de la manière suivante « Garçon, un Pont » (on retrouve également cette citation sur les objets publicitaires Guy). On peut aussi le boire additionné de sirop de sapin, pour donner le « sapont » ou encore à du sirop de menthe pour donner le « yoda ».
Pontarlier comptait trois distilleries qui fabriquaient du pontarlier, mais seule la distillerie Pierre Guy de Pontarlier, créatrice de la catégorie en 1921, produisait le « Pontarlier-Anis ». La distillerie Klainguer a été rachetée par la distillerie les fils d'Émile Pernot (groupe Diva) et ont toutes les deux déménagé hors de Pontarlier pour s'installer dans un village voisin, La Cluse et Mijoux. La distillerie Guy est donc la dernière distillerie familiale de Pontarlier.

## Petite histoire de l'absinthe ou «fée verte»

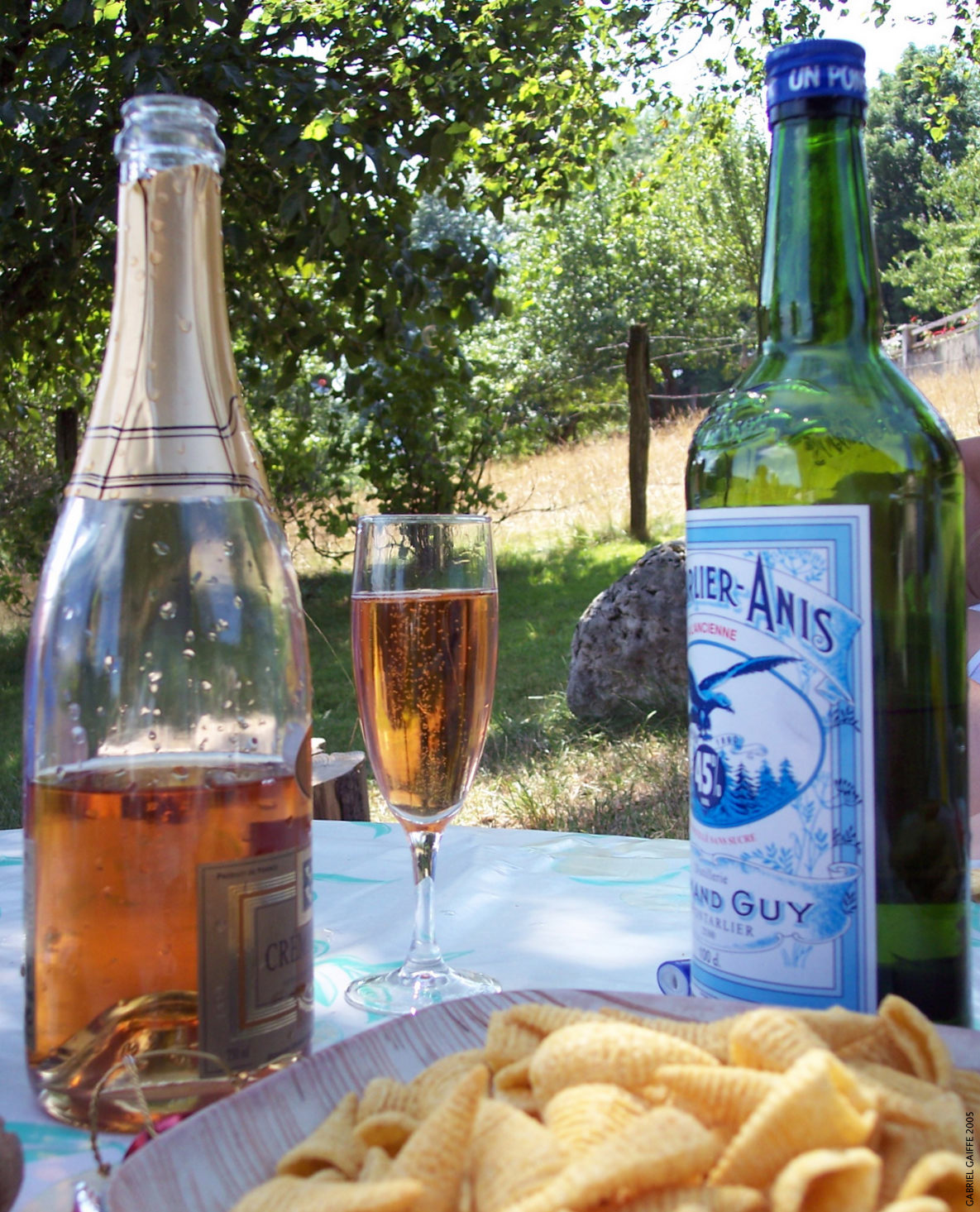
Apéritif au Crémant du Jura et Pontarlier Anis à l'ancienne.

Comme le distillat de gentiane, l'absinthe ou « fée verte », était connue depuis longtemps comme « médicament » dans les campagnes françaises profondes. Développée par la maison Pernod en 1805, l'absinthe titrait 73° d'alcool. Un « coup de pouce » involontaire de Napoléon semble à l'origine de son essor : afin d'intervenir contre les Autrichiens en Italie, Napoléon Ier avait massé des troupes sur la frontière franco-suisse avant d'emprunter le col du Simplon pour passer les Alpes. Pour assouvir l'envie de boisson des soldats, Napoléon a favorisé le développement des distilleries locales, ce qui développa la production d'absinthe.
Or, en 1901, un violent incendie prit naissance dans une distillerie installée au cœur de Pontarlier. Sans la présence d'esprit d'un ouvrier qui ouvrit les vannes, provoquant du même coup le déversement du précieux liquide dans le Doubs, les cuves contenant un million d'hectolitres d'alcool auraient pu exploser et anéantir la ville. La « Fée verte » transforma la rivière en vaste apéritif anisé, ce qui en premier lieu, fit le bonheur des militaires casernés non loin de là qui purent ainsi boire la précieuse boisson à même leur casque… On dit même que certains se jetèrent à l'eau tout habillés. Quelques jours plus tard, la Loue, une autre rivière située à 17 kilomètres de l'autre côté du massif montagneux, se mit à sentir très fortement l'anis. C'est ainsi que fut découvert que la Loue était une exsurgence du Doubs.
Une loi de 1915 interdit la fabrication et la vente de l'absinthe, « la boisson qui rend fou » par les ravages qu'elle provoque chez ceux qui en abusent. Cette prohibition fit le bonheur des contrebandiers. À cette époque, 25 distilleries employaient 3 000 ouvriers, alors que la ville comptait 8 000 habitants. La maison Pernod s'exila dans le Sud, et c'est à tort que l'on attribue cette boisson au Midi de la France.
En 1921, après que l'autorisation de distiller de l'anis fut accordée de nouveau, Armand Guy inventa donc le Pontarlier en se servant de la recette d'absinthe, donnant ainsi naissance au Pontarlier-Anis (marque déposée). L'absinthe n'est à nouveau autorisée que depuis les années 2000.